# Liste des conseillers départementaux des Hauts-de-Seine
Pour un article plus général, voir Conseil départemental des Hauts-de-Seine.
Le conseil départemental des Hauts-de-Seine est composé de 46 conseillers départementaux. Ils ont été élus lors des Élections départementales de 2021 dans les Hauts-de-Seine.

## Conseillers départementaux (2021-2027)
| Canton                 | Conseillers               | Conseillers | Conseillers | Autre mandat                                              |
| ---------------------- | ------------------------- | ----------- | ----------- | --------------------------------------------------------- |
| Antony                 | Véronique Bergerol        |             | LR          |                                                           |
| Antony                 | Jean-Yves-Sénant          |             | LR          | Maire d'Antony                                            |
| Asnières-sur-Seine     | Josiane Fischer           |             | LR          | Adjointe au maire d'Asnières-sur-Seine                    |
| Asnières-sur-Seine     | Thomas Lam                |             | LR          | Adjoint au maire d'Asnières-sur-Seine                     |
| Bagneux                | Hélène Cillières          |             | PCF         | Maire-adjointe de Bagneux                                 |
| Bagneux                | Pierre Ouzoulias          |             | PCF         | Sénateur des Hauts-de-Seine                               |
| Boulogne-Billancourt-1 | Marie-Noëlle Charoy       |             | UDI         |                                                           |
| Boulogne-Billancourt-1 | Pierre-Christophe Baguet  |             | LR          | Maire de Boulogne-Billancourt                             |
| Boulogne-Billancourt-2 | Maurie-Laure Godin        |             | LR          | Adjointe au maire de Boulogne-Billancourt                 |
| Boulogne-Billancourt-2 | Grégoire de la Roncière   |             | LR          | Maire de Sèvres                                           |
| Châtenay-Malabry       | Nathalie Léandri          |             | UDI         | Adjointe au maire du Plessis-Robinson                     |
| Châtenay-Malabry       | Georges Siffredi          |             | LR          | Conseiller municipal de Châtenay-Malabry                  |
| Châtillon              | Astrid Brobecker          |             | EÉLV        | Conseillère municipale d'opposition de Fontenay-aux-Roses |
| Châtillon              | Lounès Adjroud            |             | PS          | Maire-adjoint de Châtillon                                |
| Clamart                | Sandrine Bourg            |             | LR          | Maire-adjointe de Vanves                                  |
| Clamart                | Yves Coscas               |             | LR          | Maire-adjoint de Clamart                                  |
| Clichy                 | Alice Le Moal             |             |             | Adjointe au maire de Clichy                               |
| Clichy                 | Rémi Muzeau               |             | LR          | Maire de Clichy                                           |
| Colombes-1             | Chantal Barthélémy-Ruiz   |             |             | Maire-adjointe de Colombes                                |
| Colombes-1             | Najib Benarafa            |             | EÉLV        |                                                           |
| Colombes-2             | Isabelle Caullery         |             | LR          | Adjointe au maire de la Garenne-Colombes                  |
| Colombes-2             | Yves Révillon             |             | LR          | Maire de Bois-Colombes                                    |
| Courbevoie-1           | Nathaly Lederman          |             | LR          | Adjointe au maire de Courbevoie                           |
| Courbevoie-1           | Daniel Courtès            |             | LR          | Adjoint au maire de Courbevoie                            |
| Courbevoie-2           | Marie-Pierre Limoge       |             | LR          | Maire-adjointe de Courbevoie                              |
| Courbevoie-2           | Vincent Franchi           |             | LR          | Premier Adjoint au maire de Puteaux                       |
| Gennevilliers          | Nadia Mouaddine           |             | PCF         | Conseillère municipale de Gennevilliers                   |
| Gennevilliers          | Denis Datcharry           |             | PCF         |                                                           |
| Issy-les-Moulineaux    | Nathalie Pitrou           |             | UDI         | Adjointe au maire d'Issy-les-Moulineaux                   |
| Issy-les-Moulineaux    | Ludovic Guilcher          |             | UDI         | Maire-adjoint d'Issy les Moulineaux                       |
| Levallois-Perret       | Agnès Pottier-Dumas       |             | LR          | Maire de Levallois-Perret                                 |
| Levallois-Perret       | David-Xavier Weiss        |             | UDI         | Premier Adjoint au Maire de Levallois-Perret              |
| Meudon                 | Armelle Tilly             |             | LR          | Maire-adjointe de Chaville                                |
| Meudon                 | Denis Larghero            |             | UDI         | Maire de Meudon                                           |
| Montrouge              | Dominique Trichet-Allaire |             | EÉLV        | Maire-adjointe de Malakoff                                |
| Montrouge              | Joaquim Timoteo           |             | PS          | Conseiller municipal de Montrouge                         |
| Nanterre-1             | Laureen Genthon           |             | PCF         | Maire-adjointe de Nanterre                                |
| Nanterre-1             | Patrick Jarry             |             | app FASE    | Maire de Nanterre                                         |
| Nanterre-2             | Camille Bedin             |             | LR          | Conseillère municipale d'opposition de Nanterre           |
| Nanterre-2             | Guillaume Boudy           |             | LR          | Maire de Suresnes                                         |
| Neuilly-sur-Seine      | Alexandra Fourcade (d)    |             | LR          | Maire-adjointe de Neuilly-sur-Seine                       |
| Neuilly-sur-Seine      | Jean-Christophe Fromantin |             | TEM         | Maire de Neuilly-sur-Seine                                |
| Rueil-Malmaison        | Rita Demblon              |             | UDI         | Maire-adjointe de Rueil-Malmaison                         |
| Rueil-Malmaison        | Xabi Elizagoyen           |             | LR          | Premier Adjoint au Maire de Garches                       |
| Saint-Cloud            | Jeanne Bécart             |             | LR          | Maire de Garches                                          |
| Saint-Cloud            | Éric Berdoati             |             | LR          | Maire de Saint-Cloud                                      |